# Das Green Team
Das Green Team (Originaltitel: Les Sauvenature) ist eine französische Zeichentrickserie für Kinder, die seit 2011 produziert wird. Die Geschichte basiert auf der französischen Buchreihe „Les Sauvenature“.

## Handlung
Die drei Geschwister Claire, Julian und Thomas und ihr Frettchen Wifi, bilden zusammen den Green Squad. Sie nutzen ein weltweit tätiges Blogger-Netzwerk, um damit die auf Erde bedrohten gefährdeten Tier- und Pflanzenarten und andere Problemen zu schützen. Dabei erleben sie viele Abenteuer.

## Produktion und Veröffentlichung
Die Serie wird seit 2011 in Frankreich produziert. Regie führen Heath Kenny und Christophe Pittet. Die Originalkonzeption stammt von Jean-Marie Defossez. Die Musik komponierten Mehdi Elmorabit und Marc Tomasi.
Die deutsche Erstausstrahlung fand am 20. März 2013 auf KiKA.

## Episodenliste
| Folgen-Nr. | deutscher Titel                  | englischer Titel             | deutsche Erstausstrahlung |
| 1          | Pandas in Gefahr                 | Pandas in Danger             | 20. März 2013             |
| 2          | Schuppentiere in Gefahr          | The Pangolin Smugglers       | 20. März 2013             |
| 3          | Robbenrettung im Kaspischen Meer | Caspian Sea Mission          | 21. März 2013             |
| 4          | Der Schatz der Orang Rimbas      | The Orang Rimba’s Treasure   | 21. März 2013             |
| 5          | Rettung der Leguane              | Iguana Park                  | 22. März 2013             |
| 6          | Das Bonobo-Baby                  | SOS Bonobos                  | 22. März 2013             |
| 7          | Feuer im australischen Busch     | Fire in the Australian Bush  | 25. März 2013             |
| 8          | Kein Wasser für die Zebras       | Water for Everyone!          | 25. März 2013             |
| 9          | Lang leben die Schmetterlinge    | Long Live the Butterflies    | 26. März 2013             |
| 10         | Im Brasilianischen Regenwald     | The Treetop Raft             | 26. März 2013             |
| 11         | Der Sengiwald                    | The Sengi Forest             | 27. März 2013             |
| 12         | Claire und die Wölfe             | Beware of Wolves!            | 27. März 2013             |
| 13         | Hilfe für die Frettchen          | Ferret Fancy                 | 1. April 2013             |
| 14         | Das Kolibri-Hotel                | Hummingbird Hotel            | 1. April 2013             |
| 15         | Die Große Grüne Mauer            | The Great Green Wall         | 2. April 2013             |
| 16         | Das Ei des Kondors               | Theft of the Condor          | 2. April 2013             |
| 17         | Hilfe für die Seepferdchen       | Seahorse Aid                 | 3. April 2013             |
| 18         | Die Rache der Flughunde          | Revenge of the Flying Foxes  | 3. April 2013             |
| 19         | Die Dynamitfischer               | Reef Rash                    | 4. April 2013             |
| 20         | König des Zirkus                 | King of the Circus           | 4. April 2013             |
| 21         | Das Orang-Utan-Baby              | Stopover in Borneo           | 5. April 2013             |
| 22         | Die Heimkehr der Pelikane        | The Flight of the Pelicans   | 5. April 2013             |
| 23         | Chamäleon Razzia                 | Chameleon Raid               | 8. April 2013             |
| 24         | Die letzte Meerjungfrau          | The Last of the Sirens       | 8. April 2013             |
| 25         | Öl in Alaska                     | Oil in Alaska                | 9. April 2013             |
| 26         | Die Eier der Lederschildkröte    | The Turtle and the Egg       | 9. April 2013             |
| 27         | Delfine in Not                   | The Caged Dolphins           | 10. April 2013            |
| 28         | Wertvolle Nashörner              | The Rhinoceros Bride         | 10. April 2013            |
| 29         | Krokodils-Tränen                 | Crocodile Tears              | 11. April 2013            |
| 30         | Pottwal-Rettung                  | Sperm Whale Rescue           | 24. Juli 2014             |
| 31         | Die Känguru Jagd                 | Spring into Action!          | 12. April 2013            |
| 32         | Feuer in Madagaskar              | Fire in Madagascar           | 12. April 2013            |
| 33         | Eisbären in Not                  | Polar Bear Emergency         | 15. April 2013            |
| 34         | Das Lied der Wale                | The Whale’s Song             | 15. April 2013            |
| 35         | Der Kampf der Pinguine           | The Courage of Penguins      | 16. April 2013            |
| 36         | Die Nacht der Fischkatze         | The Night of the Fishing Cat | 7. August 2014            |
| 37         | Tiefseeungeheuer                 | Deep Sea Monster             | 17. April 2013            |
| 38         | Die goldenen Affen               | The Golden Monkeys           | 17. April 2013            |
| 39         | Delfine als Fischer              | The Fishing Dolphins         | 18. April 2013            |
| 40         | Haie in Gefahr                   | Sharks in Danger             | 18. April 2013            |
| 41         | Die Rettung der Otter            | A Threat to Otters           | 19. April 2013            |
| 42         | Rettung der Elefanten            | Saving the Elephants         | 21. August 2014           |
| 43         | Der Zorn des Tigers              | Fury of the Tiger            | 22. April 2013            |
| 44         | Hoffnung für den Aralsee         | Panic on the Aral Sea        | 22. April 2013            |
| 45         | Die Anakonda                     | Hunt for the Anaconda        | 23. April 2013            |
| 46         | Illegaler Handel im Netz         | Trafficking on the Net       | 23. April 2013            |
| 47         | Dschungelkröten                  | Jungle Toads                 | 24. April 2013            |
| 48         | Das Geheimnis der Schildkröte    | The Great Golden Turtle      | 4. September 2014         |
| 49         | Das Vikunja-Baby                 | Hero of the Altiplano        | 25. April 2013            |
| 50         | Windkraft                        | Wind Power!                  | 25. April 2013            |
| 51         | Gefährliche Propellerflügel      | Blades of Danger             | 26. April 2013            |
| 52         | Park-Wilderer                    | Park Poachers                | 26. April 2013            |